# Торреблакос
Торреблакос (ісп. Torreblacos) — муніципалітет в Іспанії, у складі автономної спільноти Кастилія-і-Леон, у провінції Сорія. Населення — 30 осіб (2010).
Муніципалітет розташований на відстані близько 160 км на північний схід від Мадрида, 35 км на захід від Сорії.

## Демографія
Динаміка населення (INE ):